# Hanko (stacja kolejowa)

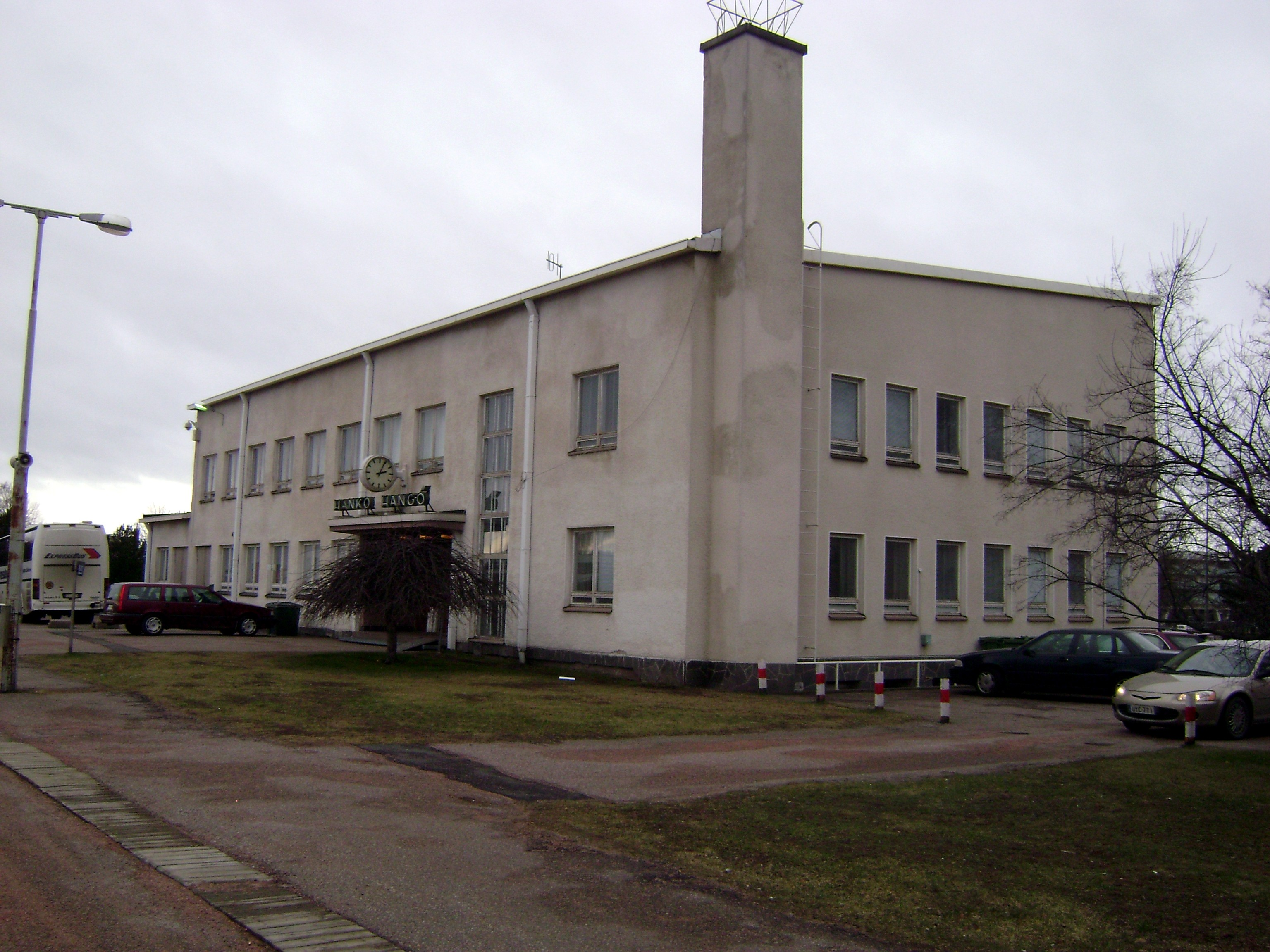
Obecny budynek stacji

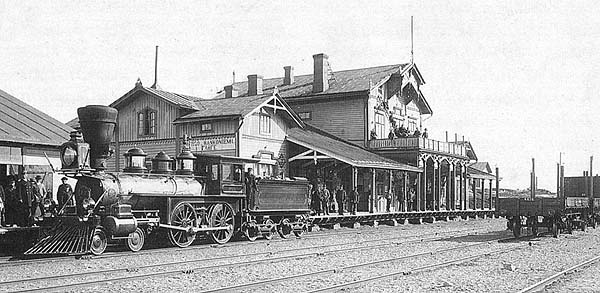
Stacja Hanko w 1893

Hanko (fiń. Hangon rautatieasema, szw. Hangö järnvägsstation) – stacja kolejowa w Hanko, najbardziej wysuniętym na południe mieście Finlandii.
Obecnie jest stacją końcową linii Hanko – Karis, która stanowi część historycznej linii Hanko – Hyvinkää (pierwszej prywatnej linii kolejowej w kraju). Obecny budynek stacji został wybudowany w latach 1949–50, a zaprojektowany przez Jarla Ungerna.